# Reservatório de calor
Um reservatório de calor, uma forma curta de reservatório de energia térmica ou banho térmico é um sistema termodinâmico com uma capacidade térmica grande o suficiente para que, quando esteja em contato térmico com outro sistema de interesse ou seu ambiente, sua temperatura permaneça efetivamente constante.  É uma piscina efetivamente infinita de energia térmica a uma dada temperatura constante. A temperatura do reservatório não muda quando o calor é adicionado ou extraído devido à capacidade infinita de calor. Como ele pode atuar como fonte e dissipador de calor, também é chamado de reservatório de calor ou banho de calor.
Lagos, oceanos e rios costumam servir como reservatórios térmicos em processos geofísicos, como o clima. Na ciência atmosférica, grandes massas de ar na atmosfera geralmente funcionam como reservatórios térmicos. Como a temperatura de um reservatório térmico.
Desde que a  temperatura de um reservatório térmico {\displaystyle {\ce {{T}}}} não muda durante a transferência de calor, a mudança de entropia no reservatório é {\displaystyle {\ce {\displaystyle dS_{Res}={\frac {\delta Q}{T}}}}}.
A conjunto microcanónico {\displaystyle {\ce {\displaystyle Z(E)}}}of a heat bath of temperature {\displaystyle {\ce {{T}}}} has the property 
{\displaystyle {\ce {\displaystyle Z(E+\Delta E)=Z(E)e^{\Delta E/k_{B}T}}}}
onde {\displaystyle {\ce {k_{B}}}}  é a constante de Boltzmann. Assim, muda pelo mesmo fator quando uma determinada quantidade de energia é adicionada. O fator exponencial nessa expressão pode ser identificado com o recíproco do fator Boltzmann.